# Gaviño
Bernardo Gaviño y Rueda (Puerto Real, 20 de agosto de 1812-Texcoco, Estado de México; 11 de febrero de 1886) fue un torero español.

## Biografía
Se presenta por primera vez en las plazas de toros mexicanas en el año 1829, procedente de Cuba donde también causa furor en la tauromaquia; enseñando el toreo puramente al estilo español en México.
Se le considera como el torero que implantó la enseñanza de la fiesta taurina en América. El 31 de enero de 1886 en la plaza de toros de Texcoco mientras capitaneaba la corrida de ese día a sus 73 años de edad, fue herido de gravedad.
Murió en Texcoco la noche del 11 de febrero de 1886.